# Corbin Strong
Corbin Strong (Invercargill, 30 de abril de 2000) é um desportista neozelandês que compete no ciclismo nas modalidades de pista e rota.
Ganhou duas medalhas no Campeonato Mundial de Ciclismo em Pista de 2020, ouro na carreira por pontos e prata em perseguição por equipas.

## Medalheiro internacional
| Campeonato Mundial | Campeonato Mundial | Campeonato Mundial | Campeonato Mundial      |
| Ano                | Lugar              | Medalha            | Competição              |
| ------------------ | ------------------ | ------------------ | ----------------------- |
| 2020               | Berlim ( Alemanha) | Medalha de ouro    | Pontuação               |
| 2020               | Berlim ( Alemanha) | Medalha de prata   | Perseguição por equipas |